# El Loa
A Província de El Loa é uma província do Chile localizada na região de Antofagasta. Possui uma área de 41.999,6 km² e uma população de 143.689 habitantes (2002). Sua capital é a cidade de Calama. 

## Comunas
A província está dividida em 3 comunas:  
- Calama
- Ollagüe
- San Pedro de Atacama